# 야스민 메샤노비치
야스민 메샤노비치(세르보크로아트어: Jasmin Mešanović, 1992년 6월 21일 ~ )는 보스니아 헤르체고비나의 축구 선수로 포지션은 공격수다. 현재 넴제티 버이녹샤그 I 키스바르다 FC에서 활약하고 있다.

## 선수 생활

### 보스니아 국가대표
2011년 12월 보스니아 헤르체고비나 축구 국가대표팀에 처음으로 발탁되었고, 12월 16일 폴란드와의 경기에 교체 출장하여 국가대표팀 데뷔무대를 가졌다.